# Гордієнко Юрій Омелянович
Гордієнко Юрій Омелянович (31 серпня 1940, м. Лебедин, Сумська область, УРСР) — український фахівець у галузі мікроелектроніки, заснованик наукової школи в галузі радіофізичних методів та технічних засобів діагностики електроніки, доктор фізико-математичних наук (1985), професор, головний науковий співробітник кафедри мікроелектроніки, електронних приладів та пристроїв (з 2012 року) Харківського національного університету радіоелектроніки.

## Біографія
Юрій Гордієнко народився 31 серпня 1940 у місті Лебедин, Сумська область, УРСР.
Він закінчив Харківський державний університет у 1962 році, здобувши спеціальність «Радіофізика та електроніка».
З 1963 року він працював асистентом кафедри електронних приладів.
Ним була захищена кандидатська дисертація 1969, а уже з наступного року він почав працювати на посаді доцента кафедри електронних приладів.
У період з 1984 до 1996 він обіймав посаду завідувача кафедри мікроелектроніки Харківського інституту радіоелектроніки.
Юрій Гордієнко 1985 став доктором фізико-математичних наук та професором кафедри мікроелектроніки.
У період з 1996 по 2012 рік він працював на посаді завідувача кафедри мікроелектроніки, електронних приладів та пристроїв.
З 2012 року він працює головним науковим співробітником кафедри мікроелектроніки, електронних приладів та пристроїв.

## Науковий доробок
Юрій Гордієнко є засновником та ідейним натхненником наукової школи радіофізичних методів та технічних засобів діагностики функціональних матеріалів електроніки.
Ним створена загальна теорія надвисокочастотної діагностики матеріалів і середовищ, обґрунтовано і розвинуто новий модуляційний метод вимірювання параметрів напівпровідникових матеріалів. Ним також розроблена загальна теорія мікроапертурних резонаторних зондів для скануючої мікрохвильової мікроскопії напівпровідників. Основним напрямком роботи наукової школи стала розробка нових методів дослідження та діагностики напівпровідникових матеріалів і технологій мікроелектроніки.
Частина результатів діяльності школи була викладене в дослідженні «Мікроелектронні датчики нового покоління для інтелектуальних систем», за яку було отримано Державну премію України в галузі науки і техніки (2011).

## Творчий доробок
Юрій Гордієнко є автором понад 300 публікацій у тому числі понад 40 патентів, книг, статей:
- Гордієнко Ю. О., Антонова В. А., Бондар Б. Г. Функціональна мікроелектроніка. Прилади із зарядовими звязками, циліндричні магнітні домени, давачі: навч. посіб. — К.: ІСДО, 1996. — 216 с.
- Гордієнко Ю. О., Бондар Б. Г., Письменецький В. О. Функціональна мікроелектроніка. Процесори: навч. посіб. — К.: ІСДО, 1996. — 152 с.
- Бондар Б. Г., Бородин А. В., Гордієнко Ю. О., Слипченко Н. И. Основы микроелектронных устройств [Текст]: учеб. пособие. — К.:ІСМО, 1998. — 216 с.
- Гордієнко Ю. О., Олександров Ю. М., Ванцан В. М. Збірник задач з електронних приладів та пристроїв: навч. посібник.– Х.:ХТУРЕ, 1999. — 140 с.
- Антонова В. А., Бондар Б. Г., Гордієнко Ю. О., Слипченко Н. И. Материалы электронной техники: учеб. пособие. — Х.: ХТУРЭ, 2001. — 160 с.
- Гордієнко Ю. О., Бородін А. В., Бурдукова С. С., Гужій А. М. Напівпровідникові прилади, інтегральні мікросхеми та технологія їх виробництва: підруч. — Х.: СМІТ, 2004. — 416 с.
- Гордієнко Ю. О., Бородін А. В., Бурдукова С. С., Гужій А. М. Полупроводниковые приборы, интегральные микросхемы и технология их производства: учеб.пособие. — Х.: СМІТ, 2004. — 620 с.
- Оптоелектроніка[Текст]: учеб. пособие / О. Б. Галат, Ю. О. Гордієнко, М. Г. Старшинський ;МОН Украины.–Х. : CMIT, 2010. –198 с.
- Лепіх Я. І., Гордієнко Ю. О., Дзядевич С. В. Створення мікроелектронних датчиків нового покоління для інтелектуальних систем: монографія. — Одеса: Астропринт, 2010. –296 с.

## Нагороди
- Відмінник освіти України (1999);
- Почесна грамота Верховної Ради України (2005);
- Заслужений діяч науки і техніки України (2008);
- Лауреат Державної премії України в галузі науки і техніки (2011).